# Покра
Покра, Пакора, Покора — древний народ региона Уари-де-Уаманга в Перу до прихода инков. На северо-востоке граничили с уаривилька, на юго-востоке — с рукана и сора, на востоке — с майонмарка около области Андауайлас на территории современной провинции Ла-Мар в департаменте Аякучо. Культура покра существовала в период среднего и позднего горозонта перуанской хронологии. С культурной точки зрения покра испытали значительное влияние бывшего царства Уари.
Покра были союзниками царства Чанка в войне против инков. После поражения в войне оба царства включены в состав империи инков.
Этнический состав царства Покра является предметом дискуссий.